# Хотел Рай
„Хотел Рай“ е български документален филм от 2010 година на режисьора София Тзавелла. Филмът показва живота на цигани, живеещи в панелен блок в покрайнините на Ямбол. Филмът е отличен с наградата на Международна федерация на филмовата преса на 13-ия Международен филмов фестивал в Солун.

## Сюжет
Младият Демир мечтае за сватба. Но бетонният цигански блок, в който живее на края на провинциален град в България, не е място за романтични начинания. Преди 25 години тук е имало всичко за един панелен социалистически рай: от паркет до домофон, мечтания ТЕЦ, улични лампи, пейки под ябълковите дървета пред входовете. Някой нарекъл мястото Хотел „Рай“ и така останало. Обаче с годините блокът постепенно се променял. Паркетът изчезнал. Водата спряла. Светлините изгаснали. Но всеки от 1 500-те обитатели има план как да си върне мечтата по изгубения Рай.
А ако прекосиш полето зад Хотел „Рай“, там, където небето и земята се сливат, ще срещнеш Божидар-белия, който пази всички от зла сила и прекомерно щастие в един филм за панелна интеграция, любов, мизерия, много мечти, малко поезия и една циганска сватба.
|  | Тази страница частично или изцяло представлява превод на страницата Paradise Hotel (film) в Уикипедия на английски. Оригиналният текст, както и този превод, са защитени от Лиценза „Криейтив Комънс – Признание – Споделяне на споделеното“, а за съдържание, създадено преди юни 2009 година – от Лиценза за свободна документация на ГНУ. Прегледайте историята на редакциите на оригиналната страница, както и на преводната страница, за да видите списъка на съавторите. ВАЖНО: Този шаблон се отнася единствено до авторските права върху съдържанието на статията. Добавянето му не отменя изискването да се посочват конкретни източници на твърденията, които да бъдат благонадеждни. |